# Comunità montana della Laga
La Comunità montana della Laga (zona M) era stata istituita con la Legge Regionale 30 dicembre 1975, n. 37 della Regione Abruzzo, che ne ha anche approvato lo statuto.
La sede si trovava nel comune di Torricella Sicura. Comprendeva sei comuni della Provincia di Teramo:
- Campli
- Civitella del Tronto
- Cortino
- Rocca Santa Maria
- Torricella Sicura
- Valle Castellana

La Regione Abruzzo ha abolito la Comunità montana insieme a tutte le altre comunità montane nel 2013.